# Quitinozous
Chitinozoa és un microfòssil en forma de matràs trobats en estrats datats entre 489 a 358 milions d'anys d'antiguitat, que és part de la matèria orgànica (segurament són ous) produïda per un animal marí encara desconegut. S'han classificat com animals, però el tàxon no ha estat adscrit a cap dels embrancaments existents. Els Chitinozoa, que amiden de 50 a 2.000 micròmetres, són abundants en tots tipus de sediments marins del món. La seva àmplia distribució i la seva ràpida evolució, els fan valuosos com a marcadors per a la bioestratigrafia. Per exemple, gràcies al Chitinozoa, descoberts l'any 1931, s'ha pogut reconstruir les bandes climàtiques de la Terra del període Ordovicià tardà (entre 460 i 445 milions d'anys d'antiguitat).